# Parageorgbokiïta
La parageorgbokiïta és un mineral de la classe dels òxids. Rep el nom per la seva relació amb la georgbokiïta.

## Característiques
La parageorgbokiïta és un òxid de fórmula química Cu₅(SeO₃)₂O₂Cl₂. Va ser aprovada com a espècie vàlida per l'Associació Mineralògica Internacional l'any 2006. Cristal·litza en el sistema monoclínic. La seva duresa a l'escala de Mohs es troba entre 3 i 4. És un mineral dimorf de la georgbokiïta.
Segons la classificació de Nickel-Strunz, la parageorgbokiïta pertany a «04.JG - Selenits amb anions addicionals, sense H₂O» juntament amb els següents minerals: prewittita, georgbokiïta, cloromenita, ilinskita, sofiïta, francisita, derriksita, burnsita i al·localcoselita.

## Formació i jaciments
És un mineral format a les fumaroles volcàniques. La seva temperatura de formació es calcula que ha estat entre 400 i 625 °C. Va ser descoberta al segon con d'escòria de l'avanç nord de la Gran erupció fissural del volcà Tolbàtxik, un volcà rus situat a l'óblast de Kamtxatka, al Districte Federal de l'Extrem Orient. Es tracta de l'únic indret de tot el planeta on ha estat descrita aquesta espècie mineral.